# 越南粉卷
越南粉卷（越南语：／），又稱越南卷餅、春菜餅，是一種越南北部的食品。是以腸粉包裹豬肉或其他材料捲成的食品。佐以扎肉、芽菜和魚露食用。這是一道份量少的菜色，多作早餐食品。一般常見於越南北部，但胡志明市有時也可以吃到，在中国云南省则大多称“越南小卷粉”。較為著名的有河內南部清池出產的清池粉卷（越南语：／）。
廣東豬腸粉與越南粉卷相似，但餡料和佐料不同。

## 外部連結
- Bánh cuốn page （页面存档备份，存于）
- Bánh cuốn page （页面存档备份，存于）
- Bánh cuốn page
- Alice's Guide to Vietnamese Banh

### 影片
- Video showing how bánh cuốn is made （页面存档备份，存于） (MPG)